# Nationalpark Cerro Hoya
Der Nationalpark Cerro Hoya (Parque Nacional Cerro Hoya o Tres Cerros) ist ein Nationalpark in den panamaischen Provinzen Veraguas und Los Santos. Der Park umfasst eine Gebirgskette am südlichsten Punkt der Azuero-Halbinsel. Von den 333,42 Quadratkilometern des Parks liegen 20 Prozent auf dem Meer und hat den IUCN Status eines Marine Protected Areas.
Der Park wurde mit einer der ersten Ausweisungs-Initiativen in Panama 1984 geschaffen. Heute ist er einer von 15 Nationalparks in Panama und wird von der panamaischen Umweltbehörde Autoridad Nacional del Ambiente (ANAM) als Teil des nationalen Schutzgebietsystems Sistema Nacional de Áreas Protegidas (SINAP) verwaltet.
Von 1994 bis 2004 führte die deutsche GTZ ein bilaterales Projekt zur Stärkung der Schutzziele bei gleichzeitiger Verbesserung der Lebensbedingungen der lokalen Bevölkerung durch.

## Geographie und Geologie
Der Park liegt ca. 350 km südöstlich von Panama-Stadt auf der Halbinsel Azuero. In dem Park leben Menschen in rund 25 Siedlungen unterschiedlicher Größe. Der Park ist nur am westlichen Ende bis Restingue an eine Straße angeschlossen. Alle weiteren Teile können zu Fuß, per Pferd oder mit dem Boot erreicht werden. Zu erreichen ist der Nationalpark auch über den Seeweg: Häfen sind Los Bozos und Restingue in Montijo.

### Klima
An der Küste liegt die Durchschnittstemperatur um die 26 °C und die jährliche Niederschlagsmenge bei 2000 mm. Auf den Gipfeln der Berge liegt die Temperatur bei durchschnittlich 20 °C, bei einem mittleren Niederschlag von 4000 mm.

### Geologie
Der Ursprung der Berge ist vulkanisch.
In dem Küstenabschnitt, der zum Park gehört, münden zehn Flüsse. Die Insel Restingue ist der Küste vorgelagert. Der Cerro-Hoya-Nationalpark beherbergt die höchsten Gipfel des südlichen Endes der langen isolierten Bergkette, die sich westlich entlang der Azuero-Halbinsel zieht. Der Park schließt den Küstenabschnitt zwischen den Flüssen Restingue und Ventana ein. Der Gipfel des Berges Cerro Hoyas ist 1559 Meter hoch, die beiden benachbarten Gipfel sind 1534 m und 1478 m hoch.

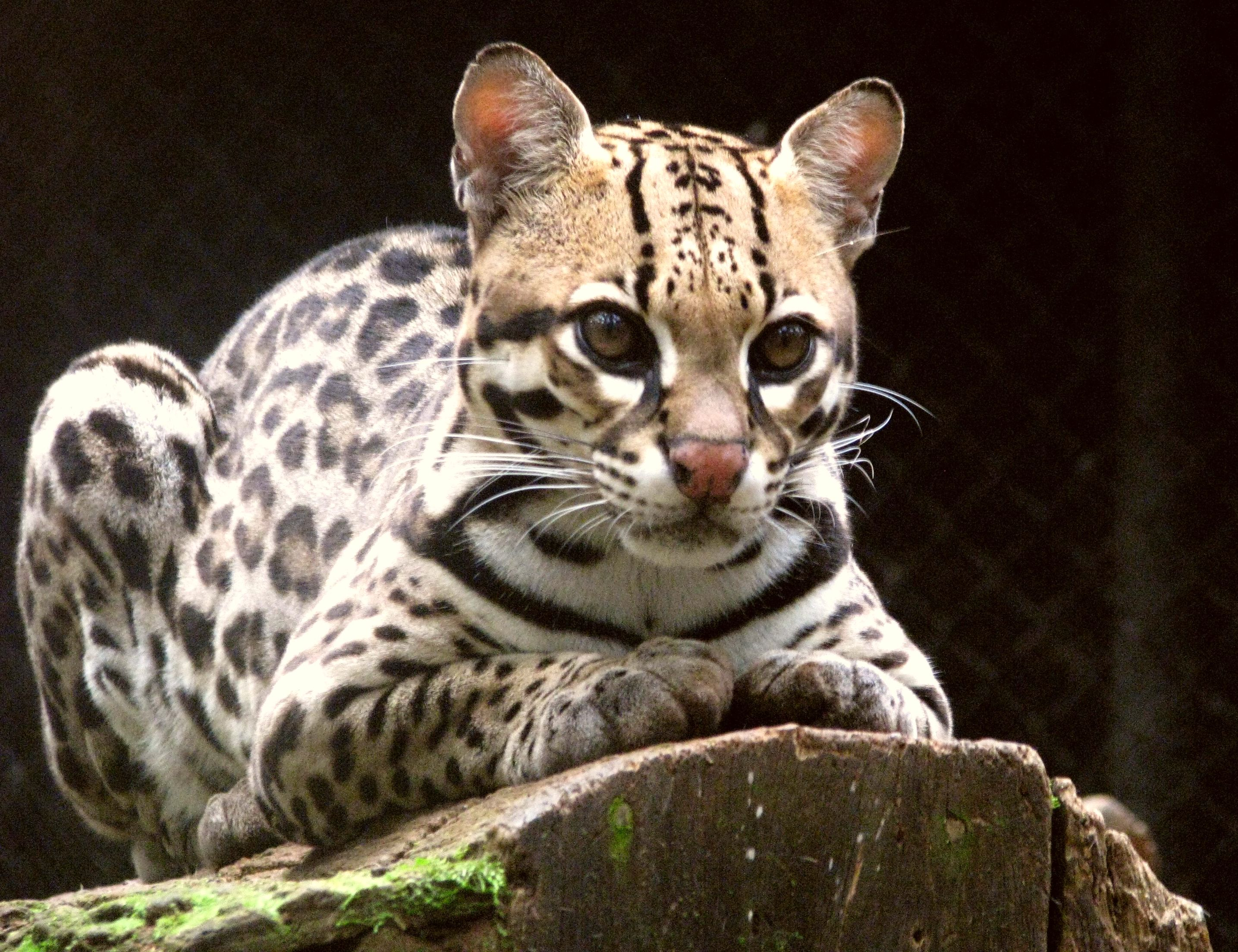
Der Ozelot (Leopardus pardalis) kommt in panamaischen Wäldern vor. Er wanderte, wie andere Katzen, Bären und die Vorläufer der Lamas, über den Isthmus von Panama aus Nordamerika kommend nach Südamerika.

## Fauna
Die Mammalia Ozelot (Leopardus pardalis), verschiedene Affenarten und Jaguare sind als Flaggschiffarten prägend. Über 150 Arten von Vögeln und rund 50 Arten von Fischen wurden im Nationalpark erfasst.

## Flora
Bis auf die Küstenabschnitte ist der Park mit Tropischem Regenwald bewaldet. In Cerro Hoya wurden über 30 endemische Pflanzenarten beschrieben. So wurde eine Art der Guzmania bisher nur hier, in einem feuchten Wald im Gipfelbereich des Cerro Hoya in einer Höhenlage von etwa 1400 Metern gefunden. Der letzte verbliebene Eichenwald Mittelamerikas findet sich in dem Park.